# Per raó de sexe
Per raó de sexe (títol original en anglès: On the Basis of Sex) és una pel·lícula de drama legal biogràfica dels Estats Units de 2018 basada en la vida i primers casos legals de la jutgessa del Tribunal Suprem dels Estats Units Ruth Bader Ginsburg. Està dirigida per Mimi Leder i escrita per Daniel Stiepleman i la protagonitza Felicity Jones com a Ginsburg i Armie Hammer, Justin Theroux, Jack Reynor, Cailee Spaeny, Sam Waterston i Kathy Bates en papers secundaris. Ha estat doblada al català.
La pel·lícula es va presentar mundialment a l'AFI Fest el 8 de novembre de 2018 i es va estrenar als cinemes dels Estats Units el 25 de desembre de 2018. Va rebre crítiques generalment positives de la crítica, que van lloar la interpretació de Jones.

## Argument
Ruth Bader Ginsburg és una jove advocada i mare de família. La Ruth, al costat del seu marit, l'advocat Martin Ginsburg, va canviar el curs de la història amb un singular cas sobre discriminació de gènere que va obrir el camí per a la igualtat als tribunals.

## Repartiment
- Felicity Jones com a Ruth Bader Ginsburg
- Armie Hammer com a Martin D. Ginsburg
- Justin Theroux com a Melvin "Mel" Wulf
- Kathy Bates com a Dorothy Kenyon
- Sam Waterston com a Erwin Griswold
- Cailee Spaeny com a Jane C. Ginsburg
- Callum Shoniker com a James Steven Ginsburg
- Jack Reynor com a James H. Bozarth
- Stephen Root com a professor Ernest Brown
- Ronald Guttman com a professor Gerald Gunther
- Chris Mulkey com a Charles Moritz
- Gary Werntz com a jutge William Edward Doyle
- Francis X. McCarthy com a jutge Fred Daugherty
- Ben Carlson com a jutge William Judson Holloway Jr.
- Wendy Crewson com a Harriet Griswold
- John Ralston com a Tom Miller
- Arthur Holden com a Dr. Wyland Leadbetter
- Angela Galuppo com a Emily Hicks
- Arlen Aguayo-Stewart com a líder de les protestes
- Holly Gauthier-Frankel com a Millicent
- Tom Irwin com a Greene
- Ruth Bader Ginsburg com a ella mateixa